# 新興宮 (臺中市)
新興宮，俗稱八媽廟，是位於臺灣臺中市大里區東昇里的媽祖廟，也是臺灣少數供奉八媽的廟宇。新興宮為大里內新庄一帶的信仰中心，並與仁化振坤宮、大里杙福興宮，並列為大里地區最重要的媽祖廟。新興宮信眾眾多、香火鼎盛，其神蹟也在鄉里間頗為流傳。主要活動有農曆3月9日的大屯十八庄迎媽祖。

## 廟宇

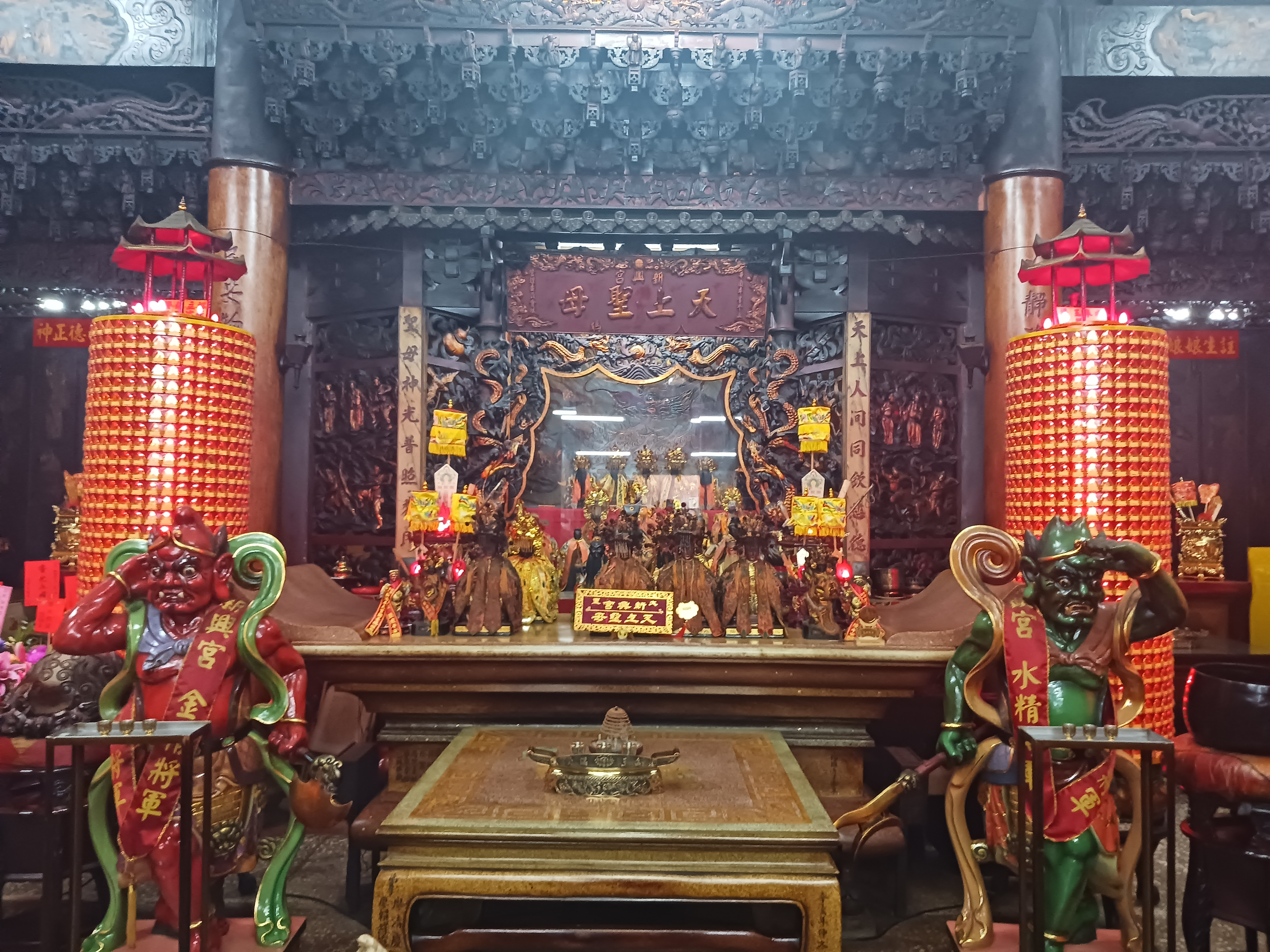
新興宮內的媽祖神像

臺灣的媽祖有分靈的傳統，同一位媽祖能有多位分身。媽祖廟內的媽祖神像，則按照供奉的先後順序分出不同輩分，之後甚至給神像分出不同功能。一般而言，臺灣的媽祖廟會供奉三位或六位媽祖神像，俗稱三媽和六媽。在臺灣也有八媽的分法，但較為罕見。新興宮主祀天上聖母八媽，配祀五媽、六媽，並陪祀多位神祇。為臺灣少數供奉八媽的廟宇。
新興宮建於1815年（清朝嘉慶20年），現有廟體結構於1971年（民國60年）重建，為大里歷史第二悠久的廟宇，並與仁化里振坤宮、大里杙福興宮，並列為大里地區最重要的媽祖廟。其為內新庄一帶主要的信仰中心，也是西榮、東昇、日新、內新、中新、長榮六個里的公廟，因此新興宮由六里共同祭祀，爐主也由六里輪流擔任。 坐北向南的新興宮落成後，與坐東向西的振坤宮、和坐西向東的福興宮三足鼎立，形成「蓮花寶座」、「烘爐地」的風水格局。後來，彰化知縣楊桂森試圖破壞該地風水格局，要求福興宮遷建。但沒有新興宮遷建的記錄。
新興宮正門以磐柱青龍與張嘴石獅裝飾，門口刻有「新運正來沐天庥風調雨順」「興邦在望闢地利物阜民豐」的對聯。廟宇內的昭和石香爐、石雕三足香爐、以及清光緒公置祀田碑，則被列為臺中市文化資產。

## 歷史
大里一代的宗教信仰主要為道教。早期由於河港商運發達，因此對天上聖母－媽祖信仰尤為虔誠。1815年（清朝嘉慶20年），新興宮創立，隨後成為內新庄一帶主要的信仰中心。最早的媽祖神像也為村民所雕。1890年，當地信眾在詹厝園庄附近買下土地，供給新興宮祭祀用，並立祀田碑為記。是為日後的清光緒公置祀田碑。新興宮後再經數次修建，直到1970年代，大里人口激增，地方人士決定重建廟宇，以應祭祀所需。1971年元宵節，在獲得聖母許可後，新興宮重建工程於6月7日（農曆5月15日）開始，並於1973年12月10日（農曆11月16日）峻工。

### 傳說
新興宮以多次神蹟與傳說，而在里民間留名。依據調查，每年逢安太歲，來訪的新興宮信徒約有萬餘人。每年過年，新興宮會煮3,600斤（2160公斤）的湯圓供里民及信徒享用。也因為香火鼎盛，新興宮不介意三月初九為「刀砧日」的禁忌，把十八庄迎媽祖訂於該日。
新興宮的著名傳說有：定時定日流新庄、制服牛精、奔救南瑤宮、移轉掃射、與旱溪分流（踏竹趕水）等：
- 定時定日流新庄：1780年（乾隆45年）三月，內新庄數百人圍社、焚燒阿里史社；後洪水降下分成兩道，流經東大墩等村莊。十幾年內，廟裡的乩童不再起乩，媽祖神像也出現異狀。民間傳說這是東海龍王降下大水，試圖驅逐匪賊；但不忍洪水淹庄而傷及無辜的八媽，作法將洪水分道避開內新庄，並為此受到監禁60年的懲罰。[10]
- 制服牛精：傳說清朝期間，在現今興農城大樓（位於大里區中新街）附近，有死去的小牛化為牛精，要危害當地孩童。八媽指示乩童作法、與牛精纏鬥多時。最終八媽制服牛精，才讓當地孩童倖免於難。
- 奔救南瑤宮：日治時期，日本政府試圖拆除彰化南瑤宮，在拆除前，傳說八媽率領諸神前往迎救，南瑤宮頓時金光乍現，拆除人員紛紛摔跤，從此不再試圖拆除南瑤宮。而南瑤宮從此開始祭祀八媽。
- 移轉掃射：1945年（民國34年）4月22日上午約11點左右，有四架美軍戰鬥機，在現今中興路二段與東榮路口凌空掃射，波及數位路人與軍用大汽油桶。惟內新庄村民幾無受傷。後傳說這是八媽顯靈，把劫難化小。
- 旱溪分流（踏竹趕水）：八七水災期間，大里溪潰堤。但原為旱溪的洪水，從南門橋附近分流而出，成為現今日新橋的分流，傷亡也較輕微。民間傳說分流是八媽在新興宮後的竹林內作法，使村民得以倖免。

## 組織

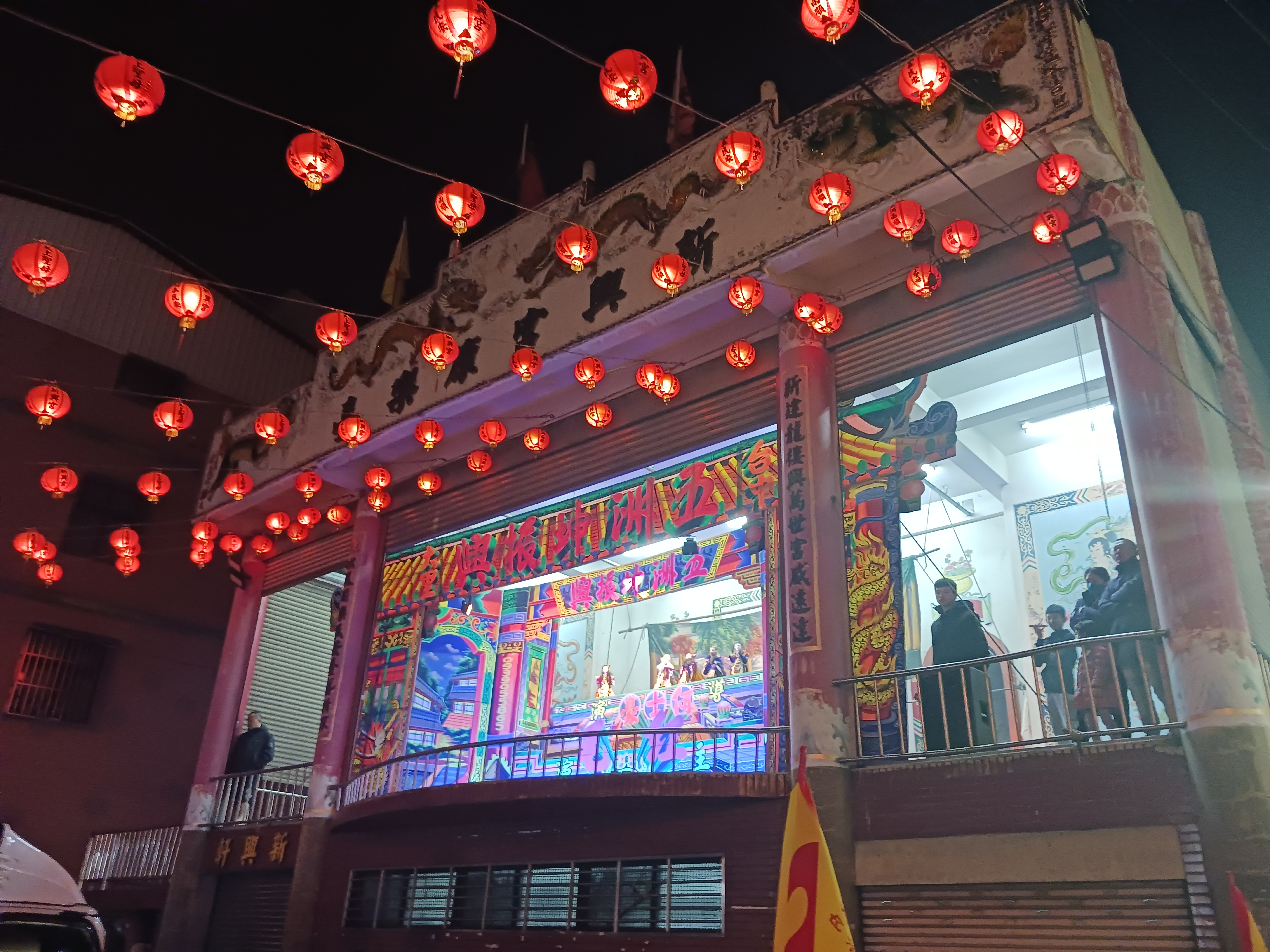
新興宮對面的康樂臺

新興宮據說是南瑤宮的分香，但其與南瑤宮較無關係；新興宮主要與大里的福興宮、塗城的振坤宮、還有樹王的萬安宮往來。當地十九甲的八媽，則是新興宮的分靈。過去日新、西榮、東昇、內新四里居民可繳納丁口錢，並透過擲筊取得爐主資格。
新興宮有一「八媽會」組織，負責籌備慶典活動。1994年（民國83年），新興宮成立誦經團，學習派別以龍華齋門為主。結業後的學員，會到全台各地寺廟義務協助誦經。團員約七十餘名，皆為女性。新興宮沒有媽祖會組織，但有約300名會員的「老六媽會」，於「中大角」時會在新興宮廟前請客。
新興宮有一曲館，名新興軒，位於新興宮對面的康樂台下。新興軒屬於北管、敬拜西秦王爺，其前身為新樂軒，擁有百年以上的歷史。初創時大約十餘人，並在當地余氏家族門口埕練習，從而與余家有相當關係。後來黃定師傅認為內新庄的村廟是新興宮，因此把「新樂軒」改名為「新興軒」。儘管新興宮出資修建康樂台時，也修館供新興軒使用，但曲館財務與廟方分開，曲館不使用公廟資金。

## 活動
新興宮的大屯十八庄迎媽祖訂於農曆3月9日。 其餘主要祭典有農曆的正月8日包府千歲聖誕、正月9日玉皇大帝聖誕、正月15日天官大帝聖誕、2月3日文昌帝君聖誕、2月19日觀世音菩薩聖誕、3月20日註生娘娘聖誕、3月23日天上聖母聖誕、4月18日華佗聖誕、4月26日神農大帝聖誕、10月15日地官大帝聖誕、8月3日北斗星君聖誕、9月1日南斗星君聖誕、9月9日太子元帥聖誕、10月15日水官大帝聖誕等。所有祭祀活動皆由該新興宮誦經團主持。主要為進香、轄區遶境、科儀、神尊聖誕等活動。

### 引用
1. ↑  林金郎 2018，第48-49頁.
2. ↑  中華民國內政部 2022.
3. 1 2 3 4 5  台灣媽祖聯誼會 2018.
4. 1 2  王志宇 2012，第1069頁.
5. 1 2  王志宇 2012，第920頁.
6. 1 2  臺中市大里區公所 2019.
7. ↑  謝文賢 2019.
8. ↑  臺中市大里區公所 2021.
9. 1 2 3  王志宇 2012，第1139頁.
10. 1 2  王志宇 2012，第1806頁.
11. ↑  國立中央圖書館臺灣分館 1890.
12. 1 2 3  王志宇 2012，第1150頁.
13. ↑  王志宇 2012，第1805頁.
14. 1 2 3  王志宇 2012，第1810頁.
15. ↑  王志宇 2012，第894頁.
16. ↑  王志宇 2012，第1802頁.
17. ↑  黃永順 2003.
18. ↑  王志宇 2012，第1481-1482頁.

### 來源
- 王志宇. . 臺中市: 臺中市大里區公所. 2012. ISBN 978-986-03-4065-5 （中文（臺灣））.
- . www.taiwanmazu.org. 台灣媽祖聯誼會. 2018-01-01  [2025-04-08]. （原始内容存档于2025-04-11）.
- 謝文賢. . 臺中學資料庫. 中華民國文化部. 2019-11-25  [2025-04-08]. （原始内容存档于2025-04-11）.
- . www.dali.taichung.gov.tw. 臺中市大里區公所. 2019-02-19  [2025-04-08]. （原始内容存档于2020-10-22）.
- (PDF). 臺中市大里區公所. 2017  [2021-02-27]. （原始内容存档 (PDF)于2021-10-10） （中文（臺灣））.
- 黃永順. . 人間福報 (大里). 2003-12-09  [2025-04-08]. （原始内容存档于2025-04-11） （中文（臺灣））.
- . 國家圖書館臺灣記憶系統. 國立中央圖書館臺灣分館.   [2025-04-08]. （原始内容存档于2025-04-11）.
- . 全國宗教資訊網. 中華民國內政部.   [2025-04-09]. （原始内容存档于2022-07-14）.
- 林金郎. 高煜婷 , 编. . 臺北市: 柿子文化事業有限公司. 2018-09-01  [2025-04-09]. ISBN 9789869976886. （原始内容存档于2025-04-11）.

## 延伸閱讀
- 大里市內新新興宮管理委員會，《大里市內新新興宮（神尊介紹）》（臺中大里，2001）施懿琳、許俊雅、楊翠著

## 外部連結
- 维基共享资源上的相關多媒體資源：新興宮
- 新興宮的Facebook專頁